# Joseph Schröder

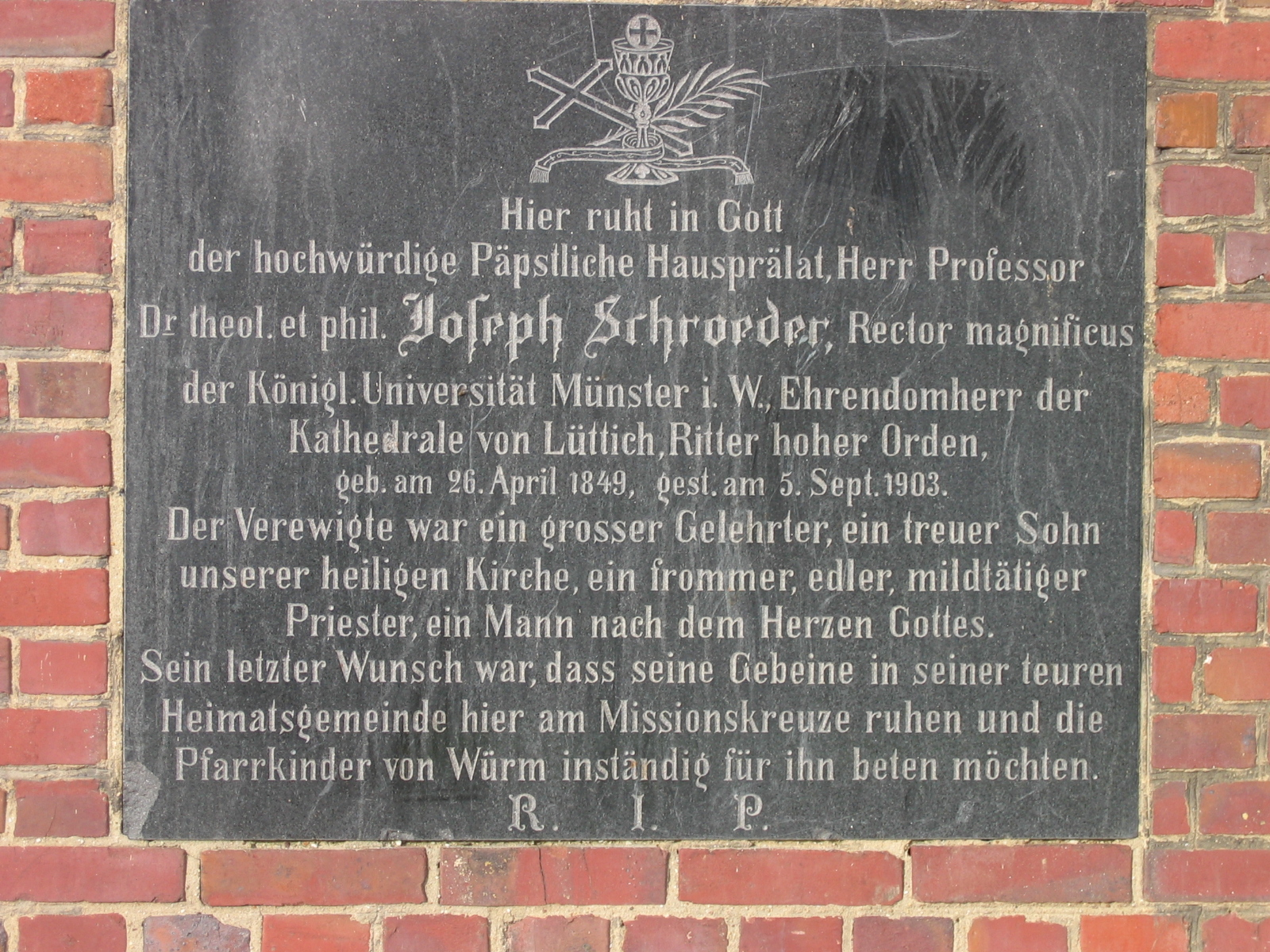
Grabinschrift

Peter Joseph Schröder (* 16. April 1849 in Beeck bei Geilenkirchen; † 5. September 1903 in Elberfeld) war ein deutscher katholischer Theologieprofessor in Lüttich, Washington, D.C. und Münster.

## Leben
Joseph Schröder war der Sohn eines Landwirts. Er besuchte das Katholische Knabenseminar Neuss. Schröder studierte von 1867 bis 1874 katholische Theologie an der Jesuitenuniversität Gregoriana (Dr. phil; Dr. theol.; Priesterweihe in Rom 18. Mai 1873). Am 1. August 1874 wurde er Dozent am Priesterseminar Lüttich und später Philosophieprofessor am Bischöflichen Seminar St. Truiden/St. Trond (Lüttich).
Im September 1888 wurde er Professor für Dogmatik und Moraltheologie am Priesterseminar in Köln.
1889 übernahm er den Lehrstuhl für Dogmatik an der neu errichteten katholischen Universität von Amerika in Washington, D.C. 1898 gab er seinen Washingtoner Lehrstuhl auf, erhielt eine Professur für dogmatische Theologie an der preußischen Akademie im westfälischen Münster und wurde 1902/1903 erster Rektor der soeben wiedererrichteten Universität Münster. 1903 wurde er zum Professor für Pastoraltheologie der Universität Straßburg ernannt, verstarb aber im gleichen Jahr plötzlich an Lungenentzündung. Beerdigt wurde er in seiner Heimatpfarrei Würm.

## Ehrungen
- In Schröders Geburtsort Beeck bei Geilenkirchen trägt die Hauptstraße heute den Namen „Prof.-Schröder-Straße“.
- Er war Ehrenmitglied der katholischen Studentenverbindung Saxonia Münster im CV.